# Pseudanthias nobilis
Pseudanthias nobilis es una especie de peces que pertenece a la familia Serranidae en el orden de los Perciformes.

## Hábitat
Es un pez  de mar de clima subtropical.

## Distribución geográfica
Se encuentra en el Japón.